# Lajos Látó
Lajos Látó (ur. w 1932) – węgierski kolarz. Reprezentant Węgier na Letnich Igrzyskach Olimpijskich 1952 w Helsinkach. Na igrzyskach uczestniczył w wyścigu indywidualnym ze startu wspólnego, w którym nie ukończył wyścigu.